# Gefecht auf der Scheideck
Heckerzug (13. bis 27. April 1848):
Scheideck – Günterstal – Freiburg – Dossenbach
Struve-Putsch (21. bis 25. September 1848):    
Staufen
Badischer Militäraufstand (9. Mai bis 23. Juli 1849):
Heppenheim – Weinheim – Wald-Michelbach – Ludwigshafen – Käfertal – Ladenburg I – Hirschhorn – Waghäusel – Ladenburg II – Sinsheim – Ubstadt – Durlach – Murglinie – Gernsbach – Rastatt
Das Gefecht auf der Scheideck (auch Gefecht bei Kandern oder in der Schreibweise Scheidegg) fand am 20. April 1848 während der Badischen Revolution auf dem Scheideckpass südöstlich von Kandern in Südbaden statt. Friedrich Heckers badischer Revolutionszug traf auf Truppen des Deutschen Bundes unter dem Befehl General Friedrich von Gagerns. Nach einigen Verhandlungen und Geplänkel kam es auf der Scheideck zum kurzen Kampf, bei dem von Gagern fiel und die Aufständischen versprengt wurden. Die Bundestruppen nahmen die Verfolgung auf und zerstreuten am selben Tag einen weiteren Revolutionszug unter der Führung von Joseph Weißhaar. Das Gefecht auf der Scheideck leitete damit das Ende der beiden Revolutionszüge ein. Nach der Schlacht kam es zu Auseinandersetzungen um die Todesumstände von Gagerns.

## Vorgeschichte

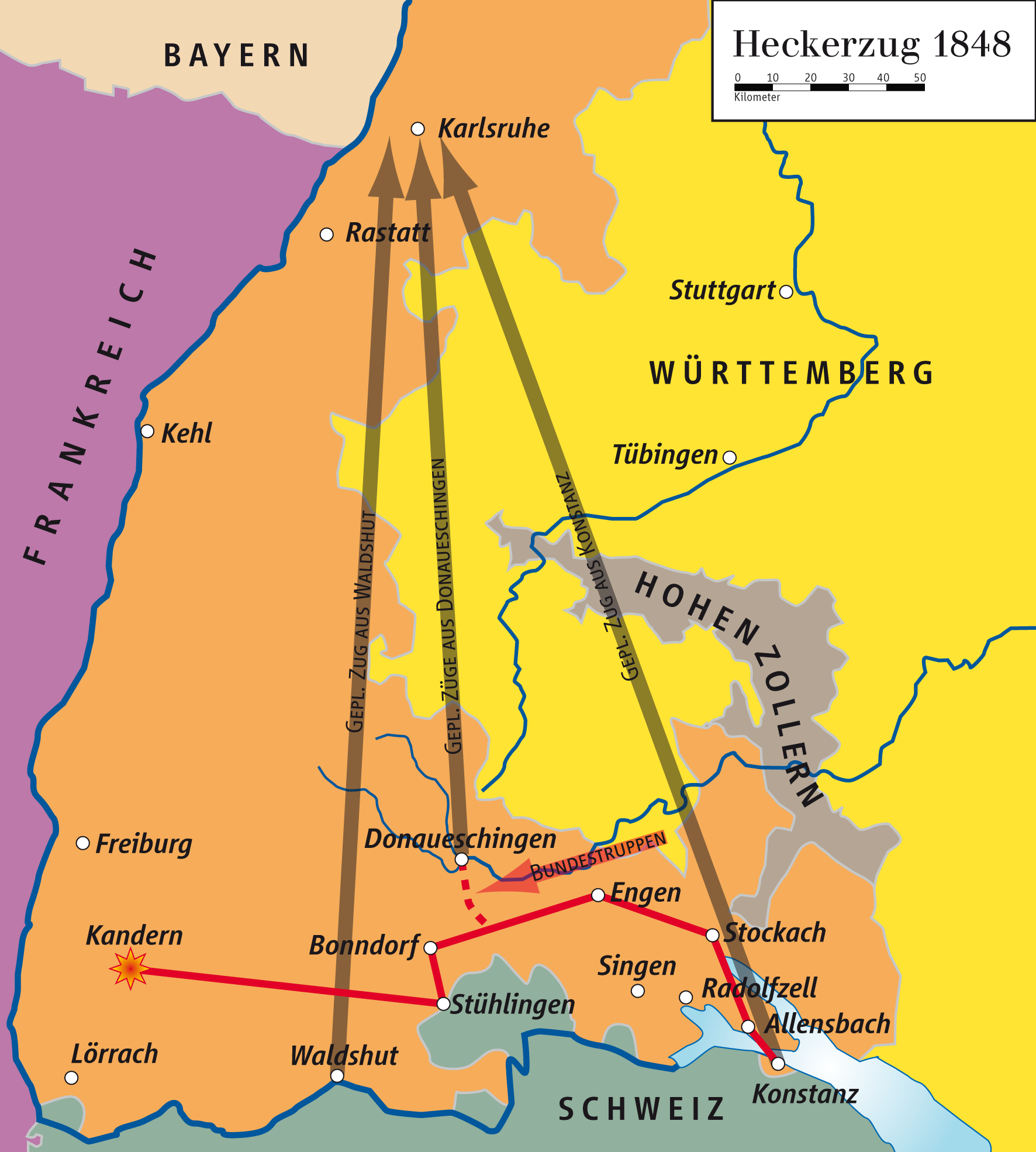
Verlaufskarte des Heckerzuges (roter Streckenverlauf)

Friedrich Hecker, Gustav Struve und andere radikale Demokraten waren von dem nach der Deutschen Revolution 1848/1849 eingerichteten Vorparlament enttäuscht. Sie forderten den Bruch mit den Fürsten und weitere revolutionäre Aktionen, die schließlich in die Errichtung eines republikanisch verfassten deutschen Bundesstaates münden sollten. Die Mehrheit im Vorparlament dagegen befürwortete einen konstitutionell-monarchischen Bundesstaat, der unter Mitwirkung der Fürsten geschaffen werden sollte. Hecker und Struve konnten sich mit ihren Vorstellungen nicht durchsetzen und wurden beide nicht in den Fünfzigerausschuss gewählt, der bis zur Wahl der Nationalversammlung die Geschäfte des Vorparlaments weiterführen sollte. Hecker kehrte daraufhin nach Baden zurück, wo er Abgeordneter der Zweiten Kammer der Badischen Ständeversammlung war. Hier herrschte eine aufgeheizte Stimmung: Die Regierung befürchtete einmarschierende Freischarenzüge aus Frankreich und debattierte, ob zu deren Abwehr hessische und württembergische Soldaten im Land stationiert werden sollten. Hecker sprach sich am 7. April im Parlament dagegen aus. Einen Tag später wurde sein enger Vertrauter Josef Fickler, Herausgeber der Seeblätter und ein wichtiger Agitator der radikalen Demokraten im Seekreis, auf Geheiß des Abgeordneten Karl Mathy verhaftet. Da Mathy als Abgeordneter keine Hoheitsbefugnisse hatte, war diese Festsetzung rechtswidrig; Hecker befürchtete nun seine eigene Verhaftung und floh von Mannheim über Frankreich nach Konstanz. Hier rief er am 12. April die Revolution aus und begann am folgenden Tag seinen Revolutionszug.
Anfänglich von weniger als 60 Anhängern unterstützt begann er, von Konstanz in Richtung Karlsruhe zu marschieren, in der Hoffnung, dass sich unterwegs weitere Mitkämpfer anschließen würden. Gegen die revolutionären Bestrebungen in Baden ließ die Regierung Truppen des VIII. Armeekorps des Bundesheeres zusammenziehen, das aus badischen, hessischen und württembergischen Einheiten bestand.
Aufgrund der Präsenz württembergischer Truppen bei Donaueschingen wurde Hecker dort nach Süden abgedrängt und bewegte sich in den folgenden Tagen in westlicher Richtung, bis er das Wiesental erreichte und durch dieses nach Steinen marschierte. Von Steinen aus versuchte er, wieder nach Norden zu kommen und erreichte am 19. April Kandern. Doch auch dort waren die Bundestruppen bereits in der Nähe: Über die Eisenbahn waren badische und hessische Truppen unter Führung des Generals Friedrich von Gagern nach Schliengen gekommen und marschierten von dort auf Kandern. Hecker hatte unterdessen den Entschluss gefasst, sich nach Steinen zurückzuziehen, um sich dort mit einem weiteren, 700 Mann starken und von Joseph Weißhaar angeführten Revolutionszug zu vereinigen. Dieser war am 17. April in Lottstetten aufgebrochen und entlang des Hochrheins nach Lörrach marschiert, wo er sich nach Nordosten in Richtung Steinen wandte. Gustav Struve marschierte teilweise bei diesem und bei anderen Zügen mit.

## Beteiligte Truppen
Die Bundestruppen bestanden aus hessischen und badischen Verbänden. Das badische Kontingent setzte sich aus einem Bataillon des badischen Leibregimentes, einem Bataillon des zweiten badischen Infanterieregimentes und drei Schwadronen Dragonern zusammen. Ein Bataillon des 3. Infanterieregiments bildete das hessische Kontingent. Die Bundestruppen besaßen sechs Geschütze. Befehlshaber war Generalleutnant Friedrich von Gagern, der formell die 2. badische Division befehligte und hierbei Markgraf Maximilian vertrat. Nach seinem Tod übernahm Oberst Heinrich Wilhelm von Hinckeldey, Kommandeur des 1. badischen Dragonerregimentes, den Befehl. Der badische Major Gustav Kuntz fungierte als Generalstabschef der Bundestruppen. Die Stärke der Bundestruppen wurde vom beteiligten Revolutionär Karl Kaiser auf 2.200 Mann geschätzt. Dass Friedrich von Gagern den Befehl über die Streitmacht innehatte, wird in der Literatur teilweise als Anzeichen dafür angesehen, dass die Regierung nicht drakonisch durchgreifen wollte: Gagern war politisch erfahren und hatte eher liberale und nationale Ansichten. Andererseits führte die Berufung eines „Fremden“ zu Unruhe im Badischen Offizierskorps und unter den Republikanern.
Den Bundestruppen gegenüber stand der rund 1.200 Mann starke Revolutionszug Friedrich Heckers. Die Bewaffnung des Zuges war sehr gemischt und bestand teilweise nur aus Sensen. Wichtige militärische Anführer waren August Willich und Karl Kaiser. Die Artillerie der Revolutionäre umfasste zwei Geschütze.

## Verlauf

### Rückzug aus Kandern

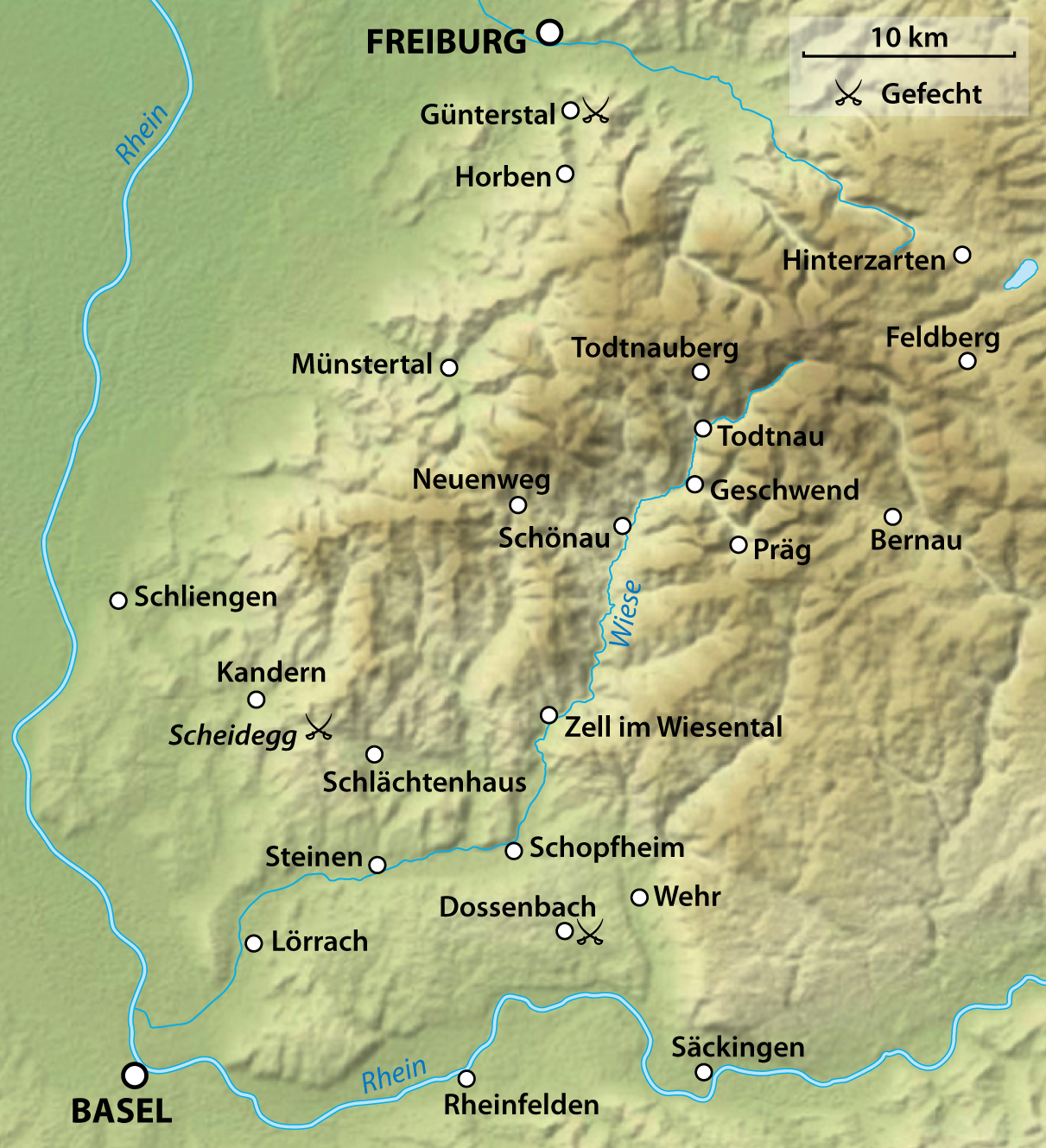
Karte des von den Aufständen betroffenen Gebietes

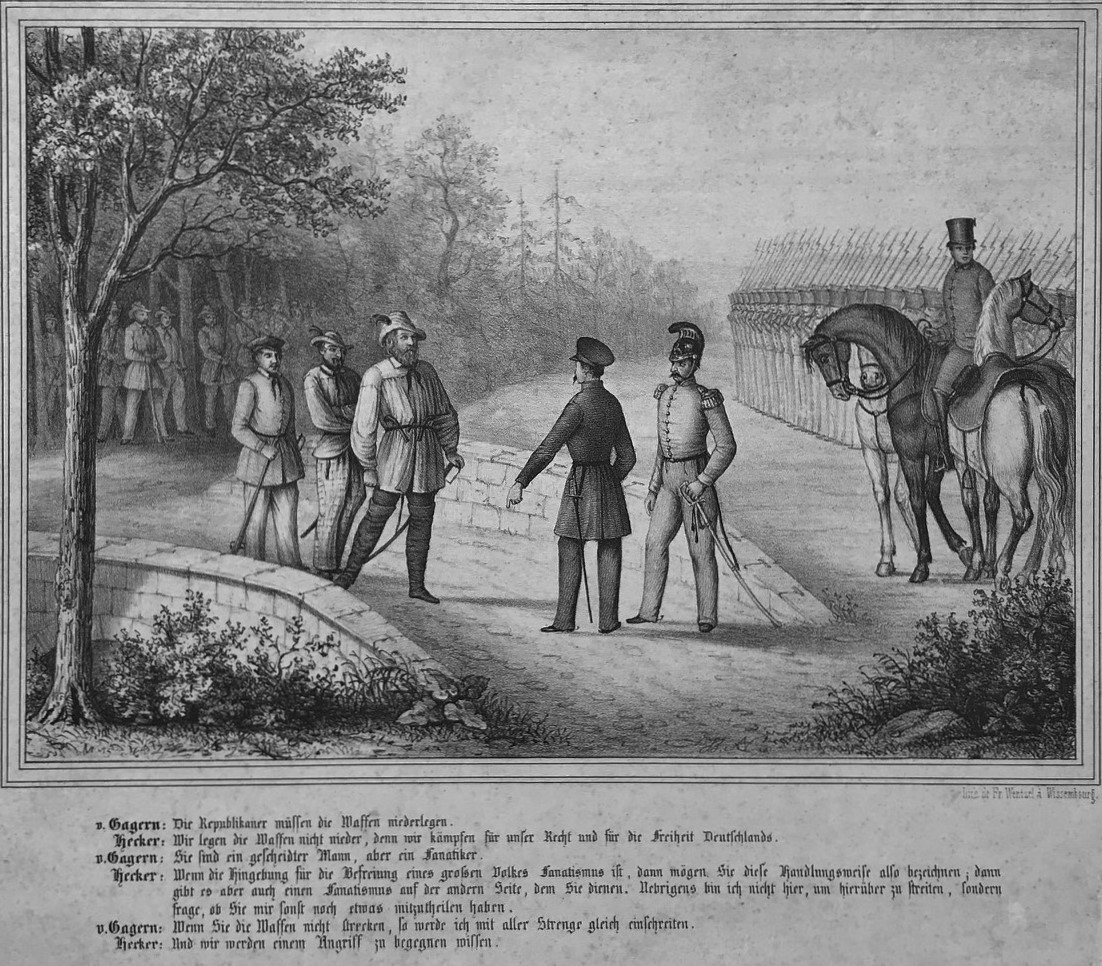
Friedrich Hecker und Friedrich von Gagern verhandeln am 20. April 1848 auf der Brücke vor Kandern, bevor sich die Freischaren auf die Scheideck zurückziehen.

Am frühen Morgen des 20. April rückten die Bundestruppen unter Gagern gegen Kandern vor. Die Aufständischen lehnten eine Aufforderung zur Aufgabe durch den Regierungsrat Franz Stephani ab und zogen sich zurück, bevor der Ort von den Bundestruppen gestürmt wurde. Gagern und Hecker trafen auf einer Brücke vor Kandern aufeinander; Gagern forderte Hecker zur Aufgabe auf, was Hecker jedoch zurückwies. Laut Hecker sagte Gagern daraufhin zu ihm: „Sie sind ein gescheidter Mann, aber ein Fanatiker“, woraufhin Hecker entgegnete: „Wenn die Hingebung für die Befreiung eines großen Volkes Fanatismus ist, so mögen Sie diese so bezeichnen.“
Sowohl Hecker als auch Gagern hatten vor dem Gefecht die Hoffnung geäußert, dass sich ein Kampf vermeiden ließe, wenn die Anhängerschaft des jeweiligen Gegenübers gewonnen werden könne, doch gelang es weder Gagern, die Freischärler zur Umkehr und Aufgabe zu bewegen, noch Hecker, die Soldaten zum Überlaufen zu bringen.
Die Revolutionäre setzten ihren Rückzug in südöstlicher Richtung fort und gelangten so in die Hügellandschaft zwischen Kander- und Wiesental. Gagerns Bundestruppen blieben dicht hinter ihnen. Nach etwa einer Stunde erreichten jene die Passhöhe der Scheideck, zwischen Kandern und Schlächtenhaus.

### Feuergefecht auf der Passhöhe
Auf der Passhöhe war ein weiterer Rückzug der Aufständischen ausgeschlossen: Hätten die Bundestruppen die Höhe eingenommen, so hätten sie von dort aus den weiteren Wegzug der Revolutionäre von oben unter Feuer nehmen können. Die Aufständischen bildeten daraufhin eine Verteidigungslinie und stellten ihre Geschütze auf. An den Flanken und entlang der Passstraße wurden mit Feuerwaffen ausgerüstete Schützen aufgestellt, das rechte Zentrum bestand jedoch aus mit Sensen Bewaffneten, hinter denen außerdem eine Reserve gehalten wurde. Die Aufstellung der Freischärler war in mehrfacher Hinsicht unvorteilhaft; zum einen waren die Sensenmänner in der Mitte direkt dem etwaigen Feuer der anrückenden Truppen ausgesetzt, zum anderen versperrten Bäume den Schützen und Musketieren teilweise das Schussfeld. Als die Bundestruppen ihrerseits Aufstellung nahmen, versuchten die Freischärler, sie mit Zurufen zum Überlaufen zu bewegen. Einige Revolutionäre traten aus der Reihe vor und boten den Soldaten die Hand.
Wie es zum anschließenden Feuergefecht kam, ist unklar. Laut dem Bericht des badischen Obersten von Hinckeldey wurde Gagern von den Aufständischen vorgerufen, forderte sie abermals zur Aufgabe auf und ging einige Schritte zurück zu seinem Pferd, als die Aufständischen das Feuer eröffneten. Hecker dagegen gab an, dass einige der hessischen Soldaten sich in friedlicher Absicht auf die Revolutionäre zubewegt hätten. Gagern und einige Offiziere seien in die Spitze geritten, die Soldaten in die Linie zurückgekehrt, die Bundestruppen hätten den Feuerbefehl erhalten, und die Aufständischen hätten das Feuer erwidert.
Wie auch immer das Feuergefecht begann, beide Seiten feuerten aufeinander, und Gagern wurde von drei Kugeln getroffen und starb. Der Befehl über die Bundestruppen ging an Oberst von Hinckeldey über. Karl Kaiser, der den linken Flügel der Freischärler befehligte, wollte die Kolonne der mit Sensen Bewaffneten zum Angriff führen. Die Sensenmänner waren aber bereits durch die unklare Situation vor Gagerns Tod in Unordnung geraten, und diese verstärkte sich nun noch durch das auf beiden Seiten einsetzende Feuer. Die hessischen Truppen begannen einen Bajonettangriff und drängten die Aufständischen zurück, die teilweise in die Wälder flohen und zersprengt wurden. Eine Abteilung Konstanzer, die unter der Führung von Theodor Mögling stand und rund 40 Mann umfasste, hielt zunächst stand, musste sich jedoch ebenfalls zurückziehen, als sie drohte, überflügelt zu werden. Das stehende Gefecht hatte gegen neun Uhr begonnen und dauerte rund eine halbe Stunde; danach blieb es bei vereinzeltem Feuer, das während einer weiteren Stunde andauerte. Die Bundestruppen rückten auf Schlächtenhaus vor, das sie um 12 Uhr erreichten. Hier wurde ein Bauer, der eine Mistgabel trug und vor den Truppen davonlief, erschossen.

### Zerstreuung des Weißhaar-Zuges
In Schlächtenhaus legten von Hinckeldeys Truppen eine kurze Rast ein und marschierten dann in Richtung Steinen weiter, wo der Struve-Weißhaarsche Revolutionszug lagerte und wohin auch 250 bis 300 Mann des Heckerzuges geflohen waren. Struve und von Hinckeldey verhandelten. Der Befehlshaber der Bundestruppen forderte die sofortige Niederlegung der Waffen. Struve wünschte eine mehrstündige Frist zum Rückzug, von Hinckeldey gewährte ihm allerdings nur eine halbe Stunde und ging danach gegen Steinen vor. Die Aufständischen zogen sich hastig in Richtung Schweizer Grenze zurück. Bei Rheinfelden wurden ihnen die Waffen abgenommen, und danach zerstreute sich auch der Weißhaar-Struve-Zug. Hecker hatte auf der Flucht von der Scheideck den Anschluss an seine Freischärlergruppe verloren und erreichte Steinen erst nach Einbruch der Dunkelheit, als der Ort bereits von Soldaten der Bundestruppen patrouilliert wurde. Unterstützt von einigen Bürgern setzte er seine Flucht fort und traf nach Mitternacht ebenfalls in Rheinfelden ein.

## Folgen

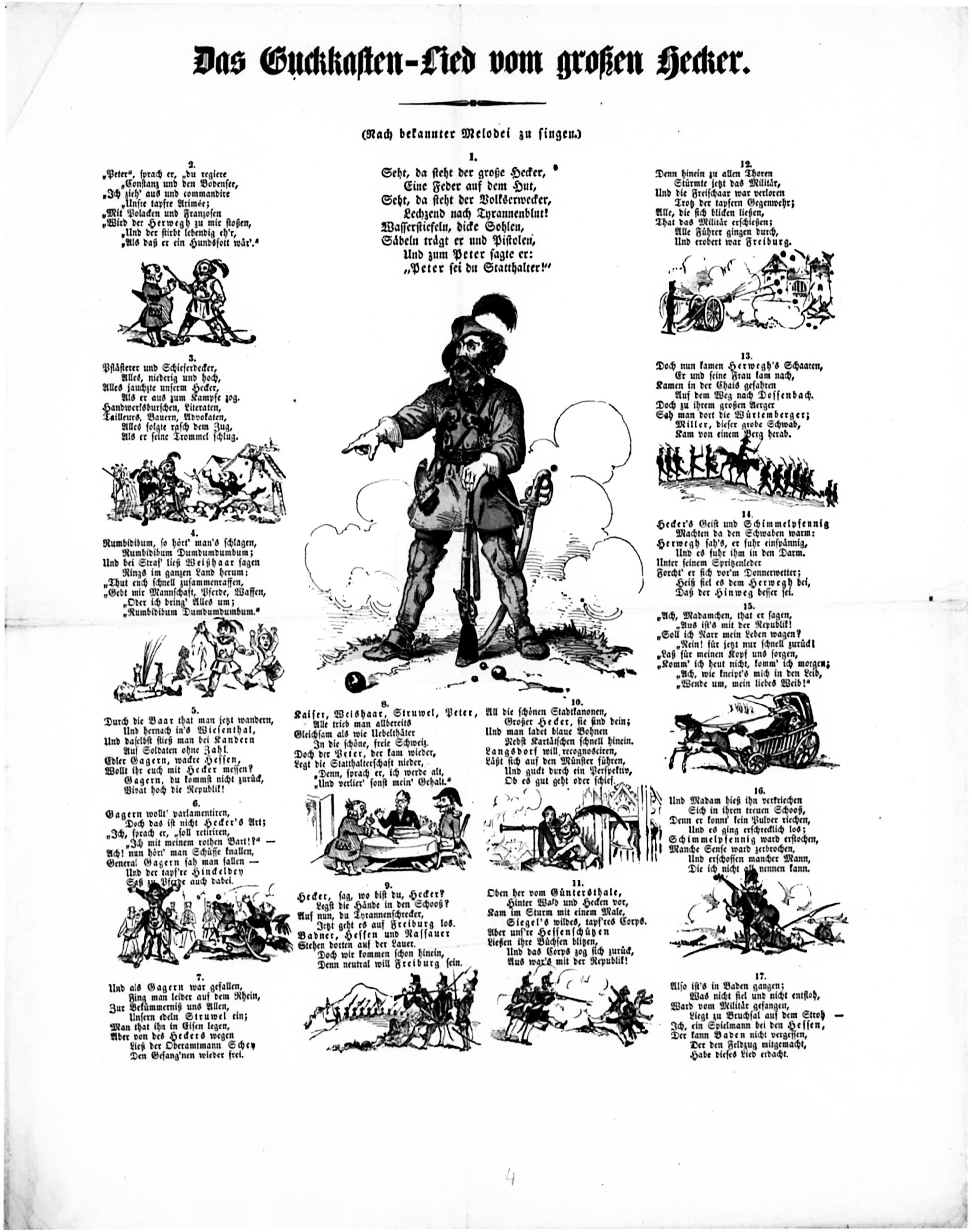
Flugblatt mit einem Spottgedicht über Hecker. Über die Scheideck heißt es dabei in den Strophen fünf und sechs: Durch die Baar that man jetzt wandern, / Und hernach in’s Wiesenthal, / Und daselbst stieß man bei Kandern / Auf Soldaten ohne Zahl. / Edler Gagern, wackre Hessen, / Wollt ihr euch mit Hecker messen? / Gagern, du kommst nicht zurück, / Vivat hoch die Republik! / Gagern wollt parlamentiren, / Doch das ist nicht Hecker’s Art; / "Ich, sprach er, soll retirieren, / „Ich mit meinem rothen Bart!?“ – Ach! Nun hört man Schüsse knallen, / General Gagern sah man fallen – / Und der tapf’re Hinkeldey / Saß zu Pferde auch dabei.

### Militärische Auswirkungen
Das Gefecht auf der Scheideck führte zur Zerstreuung der Revolutionszüge Heckers und Weißhaars und gilt als das „Zentralereignis des Aprilaufstands“. Es bedeutete nicht nur das Ende zweier Revolutionszüge, sondern hatte auch Auswirkungen auf weitere Freischärlergruppen.
Georg Herwegh, dessen Deutsche Demokratische Legion am 24. April den Rhein nach Baden überschritten hatte und am gleichen Tag nach Kandern marschiert war, erfuhr dort von Heckers Niederlage. Da die Vereinigung mit Hecker dadurch nicht mehr möglich war, marschierte Herwegh stattdessen nach Osten, um sich mit Franz Sigels Zug zu vereinigen; Auch hierzu kam es jedoch nicht, und Herwegh musste den Rückzug in die Schweiz antreten, wurde jedoch davor am 27. April im Gefecht bei Dossenbach geschlagen.
Daneben hatte Heckers Niederlage auch Auswirkungen auf Sigels Freischärlergruppe. Sigels Plan war es ursprünglich gewesen, Freischärler zu sammeln und sich dann mit Hecker zu vereinigen. Er hatte am 20. April Todtnau im Oberen Wiesental erreicht und erfuhr dort vom Gefecht auf der Scheideck. Daraufhin marschierte Sigels Gruppe durch das Wiesental bis nach Schopfheim, wo sich ihm einige Versprengte der Hecker-Gruppe anschlossen. Aufgrund der feindseligen Stimmung in der Stadt zog Sigel jedoch wieder zurück nach Todtnau und marschierte von dort weiter nach Freiburg. Im Gefecht bei Günterstal wurde auch sein Zug am 23. April geschlagen und zerstreute sich am Tag darauf.

### Kontroverse um Gagerns Tod
Bereits wenige Tage nach der Schlacht entbrannte um die Todesumstände von General von Gagern eine heftige Kontroverse zwischen den Beteiligten. Gemäß Oberst von Hinckeldeys Bericht war das Feuer von den Aufständischen ausgegangen, als von Gagern nach seinem letzten Aufruf zur Kapitulation einige Schritte von der Vorhut zurückging und sein Pferd bestieg. Gagern wurde dabei von zwei, nach anderen Berichten drei Kugeln getroffen, sein Pferd von zwei Kugeln, der ihn begleitende Major Kuntz bekam zwei Kugeln ab.
Das Basler Intelligenzblatt verkündete die Nachricht vom Gefecht bereits am 21. April und schrieb, dass Gagern und Hecker eine Unterredung hatten, als die tödlichen Schüsse fielen. Die Revolutionäre erhoben gegen diese Darstellung Einspruch. In einem Brief an die Redaktion des Intelligenzblattes vom 22. April schrieben Hecker und zwei weitere Freischärler, dass Gagern und andere Offiziere nach vorne geritten seien, um das Feuer zu leiten, und dass erst auf sie geschossen worden sei, als die Bundestruppen bereits gefeuert hätten. Behauptungen, Gagern sei beim Verhandeln oder durch eine von den Freischärlern ausgegangene Feuereröffnung umgekommen, wiesen sie als „absichtliche Entstellung“ zurück.
Auf diese Auseinandersetzungen folgten weitere Berichte von Beteiligten; ein Soldat der Bundestruppen wollte sogar gesehen haben, wie Hecker selbst mit einer Pistole bei der eröffnenden Salve der Freischärler mittat, was von Hecker ebenfalls zurückgewiesen wurde: „In dem ganzen Feldzuge kam ich nie, das brachte schon meine Stellung mit sich, in die Lage, den Säbel oder die Pistolen auch nur zu zücken oder anzulegen, geschweige denn davon Gebrauch zu machen.“ Weitere Erklärungen erfolgten unter anderem durch beteiligte Offiziere und Soldaten der Bundestruppen und durch den Freischärler Karl Kaiser. Die Erzählungen unterschieden sich dabei in Details, der Tenor blieb jedoch derselbe: Die Bundestruppen behaupteten, die Freischärler hätten zuerst gefeuert, und die Revolutionäre lasteten die erste Salve den Bundestruppen an.
Der Tod Gagerns wurde dadurch zu einem wichtigen Politikum: Im Fünfzigerausschuss wurde die Nachricht vom Tod Gagerns dahingehend verkündet, dass er zum Verhandeln aufgefordert worden sei, sich den Linien der Freischärler genähert habe und beim Zurückgehen erschossen worden sei. Carl Johann Wilhelm Stedmann und Heinrich Wilhelmi gaben ihren Schmerz und Widerwillen über die „ruchlose That“ (Wilhelmi) und den „Verlust dieses ausgezeichneten Mannes“ (Stedmann) Ausdruck, und der gesamte Ausschuss erhob sich zustimmend zu Stedmans Aussage von den Sitzen. Ähnliches geschah auch in der zweiten Kammer der Badischen Ständeversammlung.
Die diskutierte „Ermordung“ von Gagerns durch Heckers Freischärler brachte nicht nur Konservative, sondern auch gemäßigte Liberale gegen die Republikaner auf.
Erst mit der Zeit setzte sich die Auffassung durch, dass Gagern zu Beginn des Gefechtes gefallen und nicht ermordet worden war. Hecker wurde jedoch sogar noch in den 1870er Jahren, als er bereits in den Vereinigten Staaten lebte, mit der angeblichen Ermordung Gagerns konfrontiert.

## Verluste

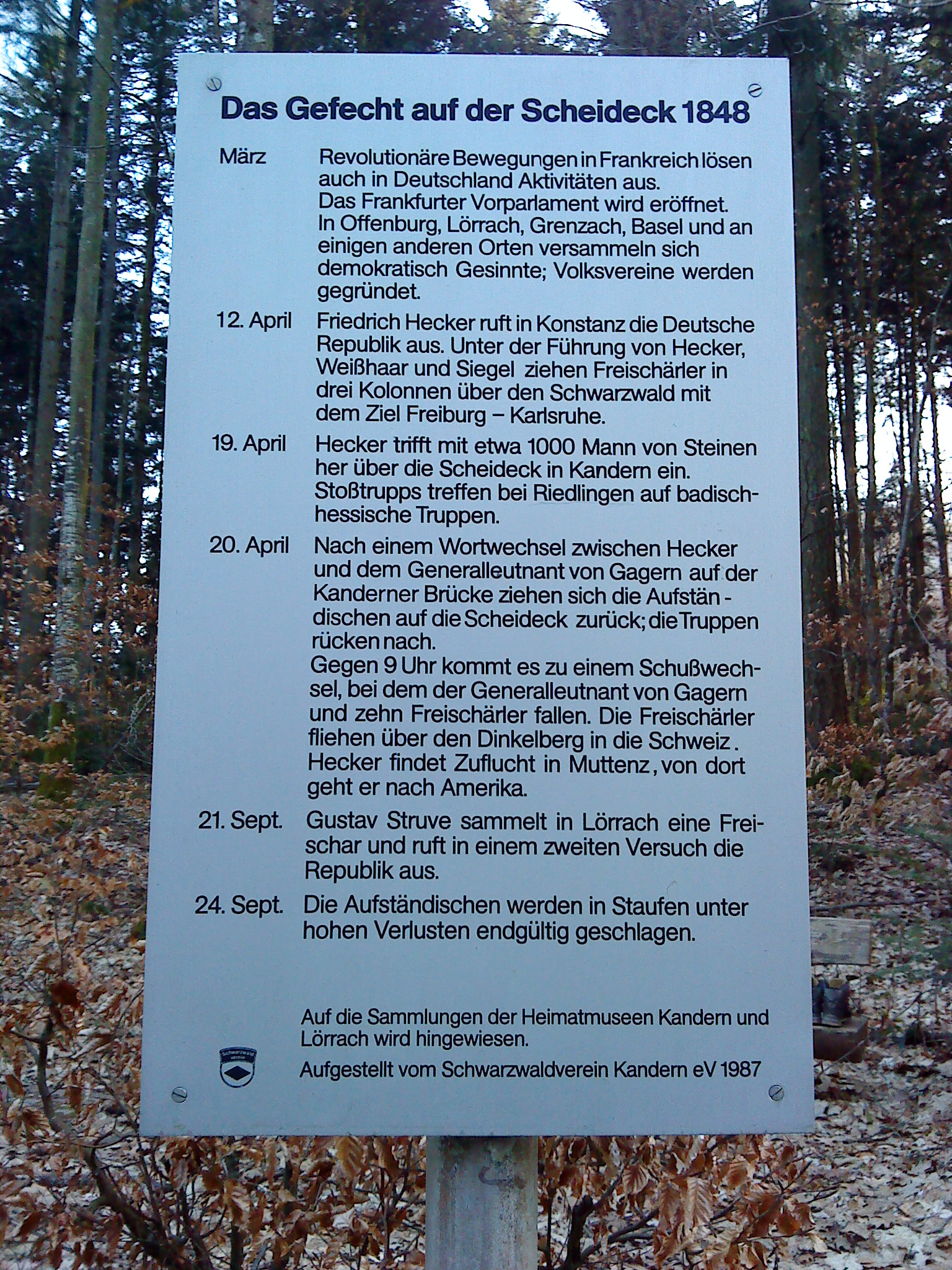
Erinnerungstafel auf dem Scheideckpass

Zu den Verlusten beider Seiten gibt es unterschiedliche Angaben. Laut Oberst von Hinckedeys Meldung an das badische Kriegsministerium hatten die Bundestruppen vier Tote, sechs Schwer- und neun Leichtverwundete sowie sechs Vermisste zu beklagen, die Ausfälle der Gegenseite bezifferte der Oberst auf mindestens das Fünffache. Regierungsrat Stephani meldete für das eigentliche Gefecht auf der Scheideck neben dem Tod Gagerns die ungefähre Anzahl von 35 Verwundeten und für das Gefecht mit dem Weißhaarschen Zug weitere 6–10 Verwundete.
Der Historiker Frank Engehausen beziffert die Verluste beider Seiten auf „jeweils ein Dutzend Schwerverletzte und Tote“.

## Gedenken

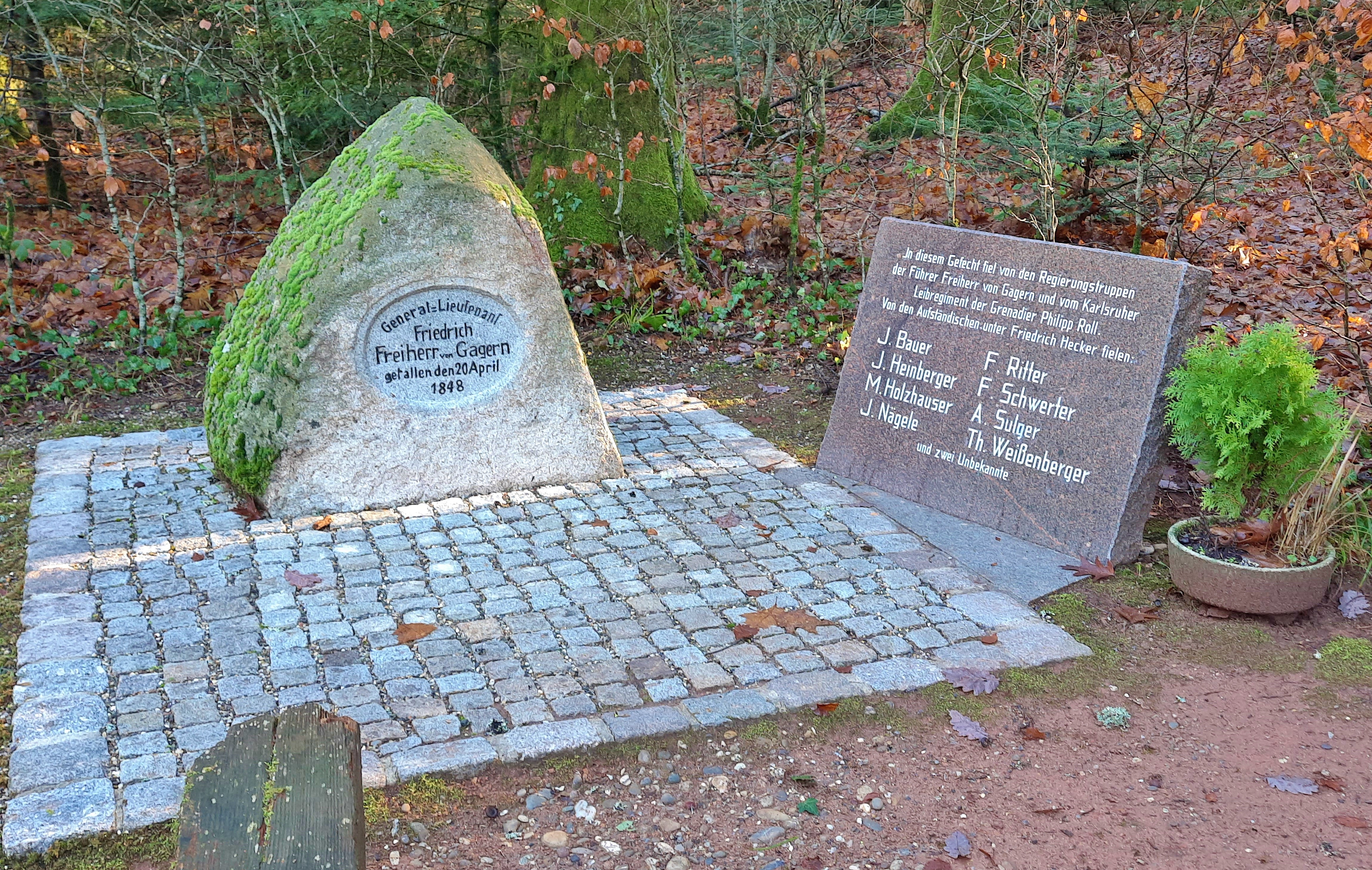
Gedenkstein auf dem Scheideckpass für die im Gefecht Gefallenen.

Auf dem Friedhof von Kandern wurden am 22. April 1848 11 Gefallene begraben (10 Freischärler und ein Grenadier). Bis anfangs der 1870-Jahre war das Grab noch zu sehen, aber danach verschwand jede Erinnerung an die Gefallenen.
Die Leiche Friedrich von Gagerns wurde nach Müllheim gebracht, wo er am 23. April im Beisein des badischen Kriegsministers Hoffmann beigesetzt wurde, „wo sie kaum vor der Mißachtung fanatisierter Haufen sicher schien.“
Wenige Tage später veranlasste von Gagerns Vater die Überführung des Leichnams nach Hornau, wo sich das Familiengut derer von Gagern befand. Dort fand er am 1. Mai 1848 seine letzte Ruhestätte.
Die Familie von Gagern ließ 1890 auf der Scheideck einen Findling zum Gedenken an den gefallenen General errichten. Am 20. April 1998 legten der Urgroßneffe Olof von Gagern und der Kanderner Bürgermeister Winterhalter zum 150-jährigen Jubiläum des Gefechts einen Kranz an Gagerns Gedenkstein nieder.
Erst seit 1967 erinnert ein allen Gefallenen auf der Passhöhe der Scheideck errichteter Gedenkstein nicht nur an Gagern, sondern auch an einen badischen Grenadier und acht Revolutionäre beim Namen und spricht von zwei weiteren, bis heute unbekannten Gefallenen auf Seiten der Freischärler.
1998 wurden auf der Scheideck und am Waldeck in Kandern Erinnerungstafeln an die Ereignisse von 1848 aufgestellt.